# Digitaria atrofusca
Digitaria atrofusca là một loài thực vật có hoa trong họ Hòa thảo. Loài này được (Hack.) A.Camus mô tả khoa học đầu tiên năm 1924.